# 郭貫
郭 貫（かく かん、1250年 - 1331年）は、大元ウルスに仕えた官僚。字は安道。保定府清苑県の出身。

## 概要
郭貫は才覚を認められて枢密院に抜擢され、広西道提刑按察司判官などの職を歴任した。至元27年（1290年）、監察御史の地位に就き、この時淮西宣慰使のアンギル父子の専権を弾劾している。至元30年（1293年）、僉湖南粛政廉訪司事の地位に移った。
大徳年間の初め（1290年代末）には湖北道に移ったが、この頃現タイ王国北部のラーンナー（八百媳婦国）に対する軍事遠征が行われており（モンゴルのラーンナー侵攻）、郭質はラーンナーを「炎瘴万里不毛之地」と表現し、この遠征を「国に益なし（無益於国）」と述べて侵攻を批判している。大徳5年（1301年）、江西道に移り、そこから更に御史台都事に入った。大徳8年（1304年）、集賢待制に移って翰林直学士となり、遼陽行省平章政事のチェリク・テムルとともに高麗に赴任している。大徳11年（1307年）、再び中央に召喚されて河東河東廉訪副使に任命された。
至大2年（1309年）、皇太子アユルバルワダが五台山に至った時に「廉訪使のメルギテイはどのように善政を行っているのか」と周囲の者に尋ねた所、「みな副使の郭貫が教示する所によるものです」と回答した。そのため、アユルバルワダは瑪瑙数珠・金織文幣を郭貫に賜り、郭貫は治書侍御史の地位を与えられた。至大4年（1311年）、アユルバルワダがブヤント・カアンとして即位すると、郭貫は礼部尚書の地位を授けられ、ブヤント・カアンは自ら書をしたためてその官位を授けたという。
皇慶元年（1312年）、淮西廉訪使に任命されたものの、留任されて翰林侍講学士の地位に移った。皇慶2年（1313年）には淮西廉訪使に移り、常平倉を置くことを建言したという。延祐2年（1315年）、中央に呼び戻されて中書参知政事に任命され、その翌年には中書左丞に昇任となった。延祐5年（1318年）、太子詹事に任命されたため、「皇太子（シデバラ）は金宝を受けて既に3年であり、冊礼を行うべきである」と建言して採用されたという。延祐6年（1319年）、更に太子賓客の号を加えられている。
ブヤント・カアンが亡くなってその息子のシデバラがゲゲーン・カアンとして即位した後、至治元年（1321年）には再び集賢大学士に起用されたが、間もなく職を辞した。その後、ゲゲーン・カアンが南坡の変で暗殺されてイェスン・テムル・カアンが即位すると翰林学士承旨に任命されるも実務には耐えず、至順2年（1331年）に82歳にして亡くなった。郭貫は博学なことで知られ、元代の冊宝碑額は多くが郭貫の手になるものであったという。